# Xiomara Blandino
Xiomara Gioconda Blandino Artola (Manágua, Nicarágua, 10 de setembro de 1984) é uma modelo nicaraguense que detêm o título de Miss Nicarágua 2007. Ela participou do Miss Universo 2007 representando o Nicarágua e saiu nas semifinais. Ela encerrou a competição em 10ª lugar e a Miss Japão, Riyo Mori, foi a vencedora do ano. Ela tornou-se a segunda candidato da Nicarágua para ser finalista no top 10 em 30 anos, em que Beatriz Lacayo Obregon entrou para a primeira vez em 1977. É diretora do Miss Teen Nicarágua.